# PRIDE 26
PRIDE 26: Bad to the Bone fue un evento de artes marciales mixtas producido por PRIDE Fighting Championships, celebrado el 8 de junio de 2003 en el Yokohama Arena de Yokohama.

## Resultados
1. ↑  Pelea no-titular.